# III. Hekaib
Hekaib ókori egyiptomi hivatalnok volt, a felső-egyiptomi első nomosz kormányzója, Elephantiné polgármestere a XIII. dinasztia idején, III. Amenemhat uralkodása alatt. Székhelye Elephantiné volt. Kormányzói címe mellett viselte a „Hnum, a katarakták ura papjainak elöljárója” címet is.
Anyja, Szat-tjeni talán az előző kormányzó, II. Szarenput lánya volt. Hekaibot Ameniszeneb követte a kormányzói hivatalban, ő talán a fivére volt, mert mindkettejük anyját Szat-tjeninek hívták. Hekaib főleg egy szoborról ismert, melyet egy helyi szentélyben állíttatott távoli őse, Hekaib tiszteletére. A szobor térden ábrázolja, mindkét kezében edénnyel.
III. Hekaib sírját 2014 februárjában fedezték fel Kubbet el-Hawában. A sírban megtalálták festett koporsóját és halotti maszkja maradványait.

## Fordítás
- Ez a szócikk részben vagy egészben  a   Heqaib III című angol Wikipédia-szócikk ezen változatának fordításán alapul.  Az eredeti cikk szerkesztőit annak laptörténete sorolja fel. Ez a jelzés csupán a megfogalmazás eredetét és a szerzői jogokat jelzi, nem szolgál a cikkben szereplő információk forrásmegjelöléseként.